# Palača Kristijansborg
Palača Kristijansborg (dansko Christiansborg Slot; izgovorjava [kʰʁestjænsˈpɒˀ ˈslʌt]) je palača in vladna stavba na otočku Slotsholmen v središču Københavna na Danskem. Je sedež danskega parlamenta (Folketinget), urada danskega predsednika vlade in vrhovnega sodišča Danske. Poleg tega več delov palače uporablja danski monarh, vključno s kraljevimi sprejemnimi sobami, palačno kapelo in kraljevimi konjušnicami.
Palača je torej dom treh vrhovnih oblasti: izvršne, zakonodajne in sodne oblasti. To je edina stavba na svetu, v kateri so vse tri veje oblasti v državi. Ime Christiansborg se tako pogosto uporablja tudi kot metonim za danski politični sistem, pogovorno pa se pogosto imenuje Rigsborgen ('grad kraljestva') ali preprosto Borgen ('grad').
Sedanja stavba, tretja s tem imenom, je zadnja v nizu zaporednih gradov in palač, zgrajenih na istem mestu od postavitve prvega gradu leta 1167. Od začetka 15. stoletja so različne stavbe služile kot osnova centralne uprave; do leta 1794 kot glavna rezidenca danskih kraljev in po letu 1849 kot sedež parlamenta.
Palača danes priča o treh obdobjih danske arhitekture, kar je posledica dveh hudih požarov. Prvi požar se je zgodil leta 1794, drugi pa leta 1884. Glavni del sedanje palače, dokončane leta 1928, je v historicističnem neobaročnem slogu. Kapela sega v leto 1826 in je v neoklasicističnem slogu. Razstavišče je bilo zgrajeno od leta 1738 do 1746 v baročnem slogu.
Palača Kristijansborg je v lasti danske vlade, upravlja pa jo Agencija za palače in nepremičnine. Več delov palače je odprtih za javnost.

## Zgodovina

### Absalonov grad
Prvi grad na tem mestu je bil Absalonov grad, ki ga je leta 1167 zgradil škof Absalon. Po podatkih danskega kronista Saxo Grammaticusa je škof Absalon iz Roskildeja leta 1167 zgradil grad na majhnem otoku zunaj københavnskega pristanišča. Grad je bil sestavljen iz kurtine, ki je obdajala zaprto dvorišče z več stavbami, kot so škofov dvor, kapela in več manjših stavb.
Po smrti Absalona leta 1201 je posest gradu in mesta København prešla na škofe Roskilde. Nekaj desetletij pozneje pa se je med krono in cerkvijo vnel hud spor in skoraj dve stoletji so se za lastništvo gradu in mesta borili kralji in škofi. Poleg tega je bil grad pogosto napaden, na primer s strani vendskih piratov in hanzeatskih mest, v letih 1249 do 1259 pa je bil zaseden in oropan.
Leta 1370 je bil kralj Valdemar IV. Danski poražen v spopadu s Hanso, ki je ukazala porušiti grad. Poslali so 40 kamnosekov, da so kamen za kamnom podirali grad. Grad je bil dolgo časa strašna nadloga za trgovino hanzeatskih mest v prelivu in prišel je čas, da ga odstranijo.

### Københavnski grad
V letih po rušenju gradu škofa Absalona s strani Hanzeatske lige leta 1369 so ruševine na otoku prekrili z zemeljskimi deli, na katerih je bila zgrajena nova trdnjava, grad København. To je bilo dokončano v poznem 14. stoletju. Grad je imel obzidje in je bil obdan z jarkom ter z velikim trdnim stolpom kot vhodnimi vrati.
Grad je bil še vedno last škofa Roskildeja, dokler kralj Erik Pomorjanski ni uzurpiral pravice do gradu leta 1417. Od takrat naprej je grad v Københavnu zasedel kralj. Sredi 15. stoletja je grad postal glavna rezidenca danskih kraljev in središče vlade.
Grad je bil večkrat prezidan. V 1720-ih je Friderik IV. Danski grad v celoti prezidal, vendar je postal tako težak, da so zidovi začeli popuščati in pokati. Tako je Kristjanu VI., nasledniku Friderika IV., takoj po njegovem nastopu na prestol leta 1730 postalo jasno, da je treba zgraditi povsem nov grad.
Rušenje preobsežnega in zastarelega gradu København se je začelo leta 1731, da bi naredili prostor za prvi Kristijansborg. Ruševine gradu Absalon in gradu København so bile izkopane na začetku 20. stoletja in jih je danes mogoče videti v podzemnih izkopih pod sedanjo palačo.

### Prvi Kristijansborg
Kralj Kristijan VI. je naročil arhitektu Eliasu Davidu Häusserju, da zgradi prvo palačo Kristijansborg (dansko Christiansborg Slot), leta 1733 pa so se začela dela na veličastni baročni palači. Do leta 1738 so dela na glavni palači tako napredovala, da je bilo mogoče začeti z drugimi stavbami, vključenimi v celoten projekt. Palača je vključevala razstavišče in kapelo. Večji del kompleksa palače je bil dokončan leta 1745 in je bila takrat največja palača v severni Evropi.
Palačo in cerkev je uničil požar leta 1794, vendar so razstavišče rešili.

### Drugi Kristijansborg
Medtem ko je kraljeva družina živela v začasnih nastanitvah v palači Amalienborg, je bil glavni gradbeni mojster Altone, arhitekt Christian Frederik Hansen, poklican v København, da oživi palačo. Hansen je začel graditi drugi Kristijansborg leta 1803 v slogu francoskega sloga empir. Ko je bila palača dokončana leta 1828, se je kralj Friderik VI. odločil, da kljub vsemu ne želi živeti tam, in je palačo uporabljal le za zabavo. Kralj Friderik VII. Danski je bil edini monarh, ki je živel v palači. To je bilo med letoma 1852 in 1863.
Po uvedbi ustavne monarhije z ustavo leta 1849 je južno krilo palače postalo kraj srečanja obeh domov prvega danskega parlamenta (Rigsdagen).
Drugi Kristijansborg je pogorel leta 1884. Prizorišča, vključno z jahalno šolo, dvornim gledališčem in Hansenovo kapelo, so bila rešena. Ruševine so ostale na mestu naslednjih 23 let zaradi političnih bojev.

### Tretji Kristijansborg
Thorvald Jørgensen je zmagal na arhitekturnem natečaju, da bi se odločil, kdo bo oblikoval tretji (in sedanji) Kristijansborg, ki je bil zgrajen od 1907 do 1928. Palača naj bi vsebovala prostore za kraljevo družino, zakonodajo in sodstvo, zgrajena pa je bila v neobaročnem slogu iz armiranega betona s fasadami, prekritimi z granitom. Fragmenti iz C. F. Hansenove palače je bila ohranjena na severni fasadi, ki gleda na dvorišče princa Jurija (Prins Jørgens Gård). Prvotna streha je bila pokrita s strešniki, po narodni zbirki pa so v letih 1937–1938 opeke zamenjali z bakrenimi. Kasneje je bil stolpu dodan vetrokaz z dvema kronama in s 106 metri je postal najvišji stolp v mestu.
Med kopanjem so naleteli na ruševine gradu Absalon in gradu København. Odločeno je bilo, da jih naredijo javno dostopne, ruševine pod sedanjo palačo in zgodovinsko razstavo pa so odprli za javnost leta 1924.

## Palača Kristijansborg danes
Palača je približno razdeljena na sredini, s parlamentom v južnem krilu in kraljevimi sprejemnimi sobami, vrhovnim sodiščem in uradom predsednika vlade v severnem krilu.
Več delov palače je odprtih za javnost po objavljenem razporedu z vodenimi ogledi, ki so na voljo za precejšnje plačilo. Je v središču Københavna v okrožju Indre By (center mesta).

### Kraljeve sprejemne sobe
Kraljeve sprejemne sobe v palači Kristijansborg so v pritličju in prvem nadstropju v severni polovici palače. Sobe se uporabljajo za uradne funkcije monarha, kot so banketi, državniške večerje, novoletni nabor, diplomatske akreditacije, avdience in srečanja državnega sveta.
Sprejemne sobe so bogato okrašene s pohištvom in umetninami, rešenimi iz dveh prejšnjih palač, pa tudi z okraski nekaterih najboljših danskih umetnikov, kot so Nikolaj Abraham Abildgaard, Christoffer Wilhelm Eckersberg, Laurits Tuxen, Joakim Skovgaard in Bjørn Nørgaard.
Do kraljevih sprejemnih sob pridemo skozi Kraljičina vrata (Dronningeporten) in skozi Dvorano helebardistov (Drabantsalen) do Kraljevega stopnišča (Kongetrappen). Ob vznožju stopnic sta dvorana za sprejem (Audiensgemakket) in soba državnega sveta (Statsrådssalen). Kraljica ima avdienco vsak drugi ponedeljek in se po potrebi udeleži sveta z vlado – običajno ob sredah. Kraljica v Svetu podpisuje nove akte po njihovem sprejetju v parlamentu. Dvorana za avdience in soba državnega sveta sta edini kraljevi sprejemni sobi, ki sta zaprti za javnost.
Kraljevo stopnišče omogoča dostop do stolpne dvorane (Tårnsalen). Stolpna dvorana prikazuje vrsto tapiserij z motivi danskih ljudskih pesmi, tkanih po kartonih Joakima Skovgaarda.
Proti Trgu palače je ovalna prestolna soba (Tronsalen), kjer tuji veleposlaniki predajajo poverilna pisma kraljici Margareti II. Prestolna soba omogoča dostop do balkona, kjer so razglašeni danski monarhi. Prestolno dvorano krasi velika stropna slika Kræstena Iversena, ki prikazuje, kako je danska zastava Dannebrog leta 1219 padla z neba v Estoniji.
Kraljeve sprejemne sobe vključujejo tudi dvorano Fredensborg (Fredensborgsalen), s sliko Lauritsa Tuxena, ki prikazuje kralja Kristijana IX. in celotno družino skupaj v palači Fredensborg, ter dele kraljičine knjižnice.
Velika dvorana je največja in najbolj spektakularna izmed kraljevih sprejemnih sob. Dvorana je dolga 40 metrov z višino stropa 10 metrov, po vsej sobi pa poteka galerija. Dvorana sprejme 400 gostov in se uporablja za bankete, svečane večerje in sprejeme.
Veliko dvorano so prenovili ob 60. rojstnem dnevu kraljice Margarete II., ko so na stene obesili 17 tapiserij umetnika Bjørna Nørgaarda, ki pripovedujejo o zgodovini Danske. Tapiserije so bile darilo danske poslovne skupnosti ob 50. rojstnem dnevu kraljice Margarete II.
Aleksandrova dvorana (Alexandersalen) je dobila ime po marmornem frizu Bertela Thorvaldsena Aleksander Veliki vstopi v Babilon. Friz je bil izdelan za drugo palačo Kristijansborg in njegovi deli so preživeli požar. Kasneje je bila obnovljena in postavljena v tem prostoru. Dvorana se uporablja za manjše sprejeme in uradne večerje, pogosto v povezavi z državniškimi obiski.

### Krilo Parlamenta
Prvo nadstropje krila Parlamenta je strukturirano okoli preddverja. Na obeh koncih Lobbyja so dvorane Rigsdagena, nekdanjega dvodomnega parlamenta; zbornica Folketing je na skrajnem koncu, dvorana Landsting pa na drugem (skrajna dvorana je edina v uporabi, odkar je leta 1953 Folketing postal edina zakonodajna skupščina). Ob dvorani so različni prostori, kot so pisarna predsednika in pisarne za administracijo.

### Ruševine pod palačo
Pod sedanjo palačo ležijo ruševine gradu škofa Absalona in gradu København. Ko so gradili temelje sedanje palače Kristijansborg, so delavci naleteli na ruševine več stavb in dele kurtine.
Poklicali so strokovnjake iz Narodnega muzeja Danske in ruševine, ki so ležale pod notranjim dvoriščem palače, so bile odkopane. Zanimanje javnosti za te ruševine, ki segajo okoli leta 1167, je bilo izjemno. Zato je bilo odločeno, da se ruševine ne smejo ponovno prekriti, ampak ohraniti za zanamce. Železobetonska konstrukcija, postavljena za pokrivanje ruševin, je bila največja te vrste na Danskem, ko je bila zgrajena leta 1908.
Ruševine pod trgom palače so izkopali leta 1917 in nad njimi zgradili pokrov. Ruševine so odprte za javnost od leta 1924. Razstava ruševin je bila prenovljena v letih 1974-77 in je od takrat ostala bolj ali manj nedotaknjena.

### Dvorna kapela
Kapela palače Kristijansborg je del palače, ki je na razpolago danskemu monarhu. Uporablja se za verske obrede za člane danske kraljeve družine, predvsem za krste, birme in uradno slovo od pokojnika. Uporablja ga tudi danski parlament za cerkveno službo ob odprtju parlamenta.
Zgodovina kapele v palači sega v prvo palačo, ki jo je gradil generalni izvajalec Elias David Häusser od leta 1733 do 1745. Kralj Kristijan VI. je bil navdušen nad arhitekturo in je v kraljevi gradbeni službi naročil nadarjenega mladega arhitekta, Nicolai Eigtved, za načrtovanje palačne kapele (1738–42). Eigtved je izkoristil priložnost in zasnoval enega najuglednejših rokokojskih interierjev na Danskem.
Leta 1794 je palačo opustošil požar in odločili so se, da bodo ruševine popolnoma porušili. Do rušenja pa nikoli ni prišlo.
Arhitekt Christian Frederik Hansen, ki je obnovil palačo med letoma 1803 in 1828, je bil prav tako naročen, da leta 1810 ponovno zgradi kapelo. Dela so se začela leta 1813, pri čemer so v največji možni meri uporabili obstoječe temelje in zidove. Cerkev in glavna palača sta bili zgrajeni v strogem neoklasicističnem slogu s kupolasto konstrukcijo na vrhu osrednje cerkvene notranjosti. Kapela v palači je bila slovesno odprta na belo nedeljo, 14. maja 1826, da bi obeležili 1000. obletnico uvedbe krščanstva na Danskem.
Drugi požar v palači leta 1884 je cerkvi prizanesel, saj so požar ustavili v stavbah, ki so jo povezovale s palačo. Usoda pa je cerkev dokončno dohitela 7. junija 1992. Cerkev je pogorela do tal, verjetno zaradi ognjemeta med pustnim karnevalom.
Ob požaru v cerkvi leta 1992 so zgoreli ostrešje, kupola in pregradno nadstropje, močno je bil poškodovan inventar. Kmalu zatem je Agencija za palače in nepremičnine danskega ministrstva za finance začela obnavljati kapelo v sodelovanju z projektantskim studiem Erik Møller A/S in kraljevim inšpektorjem za državne stavbe Jensom Fredslundom. Za kupolo in streho ni bilo nobenih risb, vendar je sistematična vaja gradbene arheologije zabeležila zoglenele ostanke stavbe in omogočila poustvaritev kupole in strehe. Med postopkom obnove so bile uporabljene tudi zgodovinsko natančne metode gradnje.
Danski obrtniki se niso mogli lotiti težkega dela obnove in poustvarjanja scagliole (štukaturni marmor) v notranjosti. Eden vodilnih nemških strokovnjakov, Manfred Siller, je prevzel vodenje in danske štukaterje učil o častitljivi tehniki.
Ponovno zgrajena cerkev je bila slovesno odprta 14. januarja 1997 ob praznovanju srebrnega jubileja kraljice Margarete II. Obnova je bila nagrajena s prestižno nagrado Europa Nostra.

### Kompleks jahalnega igrišča
Jahališče je zdaj vse, kar je ostalo od prve palače Kristijansborg. Sestavljeni so iz dveh simetričnih kril z ravno, nizko in ozko stavbo hlevov, ki ji sledi visoka široka stavba in ozki, ukrivljeni hlevi, za katerimi enonadstropna ozka končna stavba zapira krila na koncu kanala Frederiksholm.
Leta 1742 je bil prvi dokončan severni trakt. Gradbena dela na južnem traktu so se začela junija 1740, vendar so se do jeseni ustavila zaradi težav pri pridobivanju zalog. Dela so se nadaljevala šele januarja 1744, zdaj pod nadzorom mladega arhitekta Nicolaia Eigtveda. Eigtvedov vrhunski umetniški vpogled je pomenil, da je izpadlo lepše od severnega krila. Leta 1746 se je v novo konjušnico vselilo 87 lovskih konj in 165 vprežnih konj, največ doslej.
Leta 1766–67 je arhitekt Nicolas-Henri Jardin zgradil dvorno gledališče v nadstropju nad velikimi hlevi. Zdaj je v njem gledališki muzej.
Kraljeva konjušnica je dom konjem in kočijam, ki se uporabljajo za ceremonialni prevoz danske kraljeve družine med državnimi dogodki in prazničnimi priložnostmi. Leta 1789 je število konj doseglo vrhunec z 270 konji v hlevu. Danes je ostalo okoli 20 konj, nekateri deli prvotnih hlevskih stavb pa so spremenjeni v pisarne in garaže.
Od leta 2007 do 2009 je bila kraljeva konjušnica temeljito prenovljena, da bi izpolnila zahteve veljavne zakonodaje o dobrem počutju živali.
Šola jahanja je v severnem krilu kompleksa Riding Ground, nasproti gledališča Court Theatre. Šola jahanja se uporablja za konjske predstave in za vadbo konj kraljeve konjušnice. Občasno se uporablja tudi za različne kulturne dogodke, kot so operne ali gledališke predstave.
Notranjost je od izgradnje v štiridesetih letih 17. stoletja bolj ali manj nespremenjena. Opremljena je z balkonom in kraljevsko ložo, ki občinstvu omogoča obiskovanje vaj in predstav. Kraljeva loža je edinstvena, saj je edina ohranjena kraljeva soba iz prve palače.

### Stolp
Junija 2014 je bila razgledna ploščad v stolpu, ki je še vedno najvišji v mestu, dostopna javnosti, notranjost stolpa pa je bila prenovljena in na mestu, kjer je bila nekoč shramba, odprta restavracija. Dostop do razgledne ploščadi je brezplačen, čeprav je zaradi uradne narave stavbe potreben varnostni pregled. Na voljo je udobno dvigalo, ki omogoča dostop do zgornjih nadstropij.

## Galerija
- Konjeniški kip Kristijana IX. Ne smemo ga zamenjati s kipom Friderika VII. na Trgu palače.
- Razstavni prostor v palači Kristijansborg sega v leto 1745
- Glavni vhod v Kraljeve konjušnice z dvema rokokojskima paviljonoma na vsaki strani Marmornega mostu iz leta 1739
- Pred palačo, pogled na trg. Stolp doseže višino 106 metrov.
- Pogled iz zraka z vzhoda